# Bertram Heribertson
Per Anders Bertram Heribertson (født 11. november 1955 i Stockholm) er en svensk skuespiller, der er bedst kendt for sin medvirken i tv-serien Tre kronor.
Heribertson gik på Calle Flygare Teaterskola i 1970'erne og fortsatte sine studier på Teaterhögskolan i Göteborg fra 1981 til 1984. På scenen har han primært medvirket i farcer og komedier, hvor han blandt andet har spillet overfor Eva Rydberg og Sven Melander. I 2004 optrådte han i et enkelt afsnit af den danske tv-serie Ørnen.

## Privatliv
Bertram Heribertson har været buddhist siden 1992 og bor i Malmø med sin kone, skuespillerinden Birte Heribertson (født Tengeborg). De har to børn sammen.

## Udvalgt filmografi
- Smash (tv-serie, 1990)
- Tre kronor (tv-serie, 1994-1997)
- Reine og Mimmi i fjeldet (1997)
- Den 5. kvinde (tv-serie, 2002)
- Ørnen (tv-serie, 2004)
- Banandansen (2023)